# Brăileni, Argeș
Brăileni (rezidenta) este un sat în comuna Bascov din județul Argeș, Muntenia, România. Se află partea centrală a județului, în Podișul Cotmeana. La recensământul din 2011 avea o populație de 578 de locuitori.